# Blutbad vor dem Reichstag am 13. Januar 1920

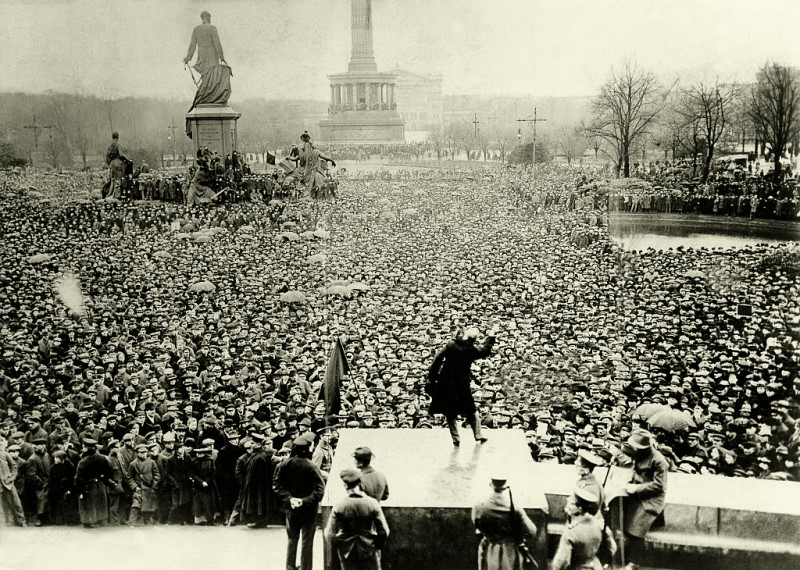
Menschenmenge vor dem Reichstagsgebäude am 13. Januar 1920

Das Blutbad vor dem Reichstag ereignete sich am 13. Januar 1920 vor dem Reichstagsgebäude in Berlin während einer Verhandlung der Weimarer Nationalversammlung zum Betriebsrätegesetz. Die Zahl der Getöteten ist bis heute unklar, die Angaben schwanken zwischen etwa 20 und 42 bei etwa 100 (nach anderen Angaben 105) Verletzten; damit handelt es sich mit Sicherheit um die blutigste Demonstration in der deutschen Geschichte. Das Geschehen wurde als historisches Ereignis von dem zwei Monate später stattfindenden Kapp-Putsch überstrahlt, blieb aber in der Arbeiterbewegung und unter den Sicherheitskräften Berlins in kollektiver Erinnerung.

## Vorgeschichte
Im Frühjahr und Sommer 1919 war in Deutschland die Auseinandersetzung um die bereits auf dem Reichsrätekongress im Dezember 1918 behandelte Frage Parlamentarismus oder Räteherrschaft auch angesichts der Debatten der Nationalversammlung um ein Betriebsrätegesetz (BRG) von neuem aufgelebt. Der Artikel 165 der Weimarer Verfassung hatte hinsichtlich der Betriebsräte, die als ein Erbe der Novemberrevolution weiterhin in Deutschland fortbestanden, festgelegt, dass sie „gleichberechtigt in Gemeinschaft mit den Unternehmern an der Regelung der Lohn- und Arbeitsbedingungen sowie an der gesamten wirtschaftlichen Entwicklung der produktiven Kräfte mitzuwirken“ haben. Die Präzisierung dieser Vorgaben sollte durch das Betriebsrätegesetz erfolgen. Außerdem sollte ihnen die „Mitwirkung bei der Ausführung der Sozialisierungsgesetze mit den Vertretungen der Unternehmer“ in einem Reichswirtschaftsrat obliegen.
Der im Mai 1919 bekannt gewordene Gesetzentwurf des BRG wurde im August 1919 erstmals in der Nationalversammlung behandelt. Er stellte schließlich nach einigen Änderungen einen Kompromiss dar. Auf der einen Seite standen dabei die reformistischen Teile der Freien Gewerkschaften und die SPD, die in den Betriebsräten eine störende, syndikalistisch-revolutionäre Konkurrenz sahen und sie zum verlängerten Arm der Berufsorganisationen in den Betrieben machen wollten. Die Unternehmerverbände wiederum waren an einem weitestgehenden Abbau der Arbeitnehmerrechte im Betrieb interessiert, der die Mitwirkung der Betriebsräte auf innerbetriebliche Wohlfahrtsmaßnahmen und die Teilnahme am Kündigungsschutz reduzierte.
Gegner des Gesetzentwurfs waren der in Berlin tonangebende linke Flügel der USPD, die als ganze in der Nationalversammlung nur 22 von 421 Sitzen innehatte, und die KPD, die dort nicht vertreten war. Hinzu kam der einflussreiche, weit links stehende Berliner Dachverband der Freien Gewerkschaften und die Betriebsrätezentrale als Nachfolgerin des aufgelösten Vollzugsrates. Sie alle forderten den „Ausbau der Betriebsräte zu selbständigen revolutionären Organen neben den Gewerkschaften“ und wollten statt lediglich einer Mitwirkung das „volle Kontrollrecht über die Betriebsführung“ durch Arbeiter, Angestellte und Beamte in sämtlichen Privat- und Staatsbetrieben. Durch jederzeit von ihren Wählern absetzbare Vertreter sollte es bei allen Entscheidungen hinsichtlich der Stilllegung, des Umfangs der Produktion, der Preisgestaltung, der Verteilung von Rohstoffen und der Ein- und Ausfuhr ausgeübt werden. In der Konsequenz zielten die Vorschläge auf ein Verschwinden „der Unternehmerschaft als gesellschaftlicher Klasse“ ab.
Als die zweite Lesung des Gesetzes im Reichstagsgebäude am 13. Januar stattfinden sollte, wollten USPD und KPD durch die Mobilisierung unzufriedener Massen öffentlichen Druck auf das Parlament ausüben. Gemeinsam riefen sie in den Parteiorganen Freiheit und Rote Fahne die Arbeiter und Angestellten Berlins zur Arbeitsniederlegung ab 12.00 Uhr und zur anschließenden Protestversammlung vor dem Tagungsort unter dem Motto auf: Heraus zum Kampf gegen das Betriebsrätegesetz, für das revolutionäre Rätesystem! Der Aufruf betonte, dass „die umfassende Kontrolle“ nur erreicht werden könne „im Kampf gegen die Staatsmacht, die die Unternehmer durch Noskegarden […] schützt,“ und dass die „parlamentarische Aktion der Gegenrevolution nicht nur im Parlament allen erdenkbaren Widerstand“ finden muss.
Zu den Errungenschaften der Novemberrevolution hatte die Abschaffung der Anmeldepflicht für Versammlungen unter freiem Himmel gehört. Die Demonstration fand also legal statt. Es war in den Vortagen der Debatte zu keiner Verständigung der Veranstalter mit den Sicherheitskräften gekommen. Tatsächlich war die Sicherheitspolizei personell hoffnungslos unterbesetzt, angesichts der großen Personenzahl in den Straßen um den Reichstag. Der verantwortliche preußische Innenminister Wolfgang Heine sah sich heftiger Vorwürfe vonseiten seines Parteifreundes Noske und anderer Mitglieder der Reichsregierung ausgesetzt: Er habe die Situation im Vorfeld falsch eingeschätzt und sei dann von den Ereignissen völlig überfordert gewesen. Auf der anderen Seite war aber auch die Demonstration schlecht organisiert: Es gab zu wenig eigene Ordner und an ein sinnvolles Ende der Kundgebung war offenbar nicht gedacht worden. Später wurde das von Teilen der Linken selbst kritisiert.

## Verlauf
Der Schutz des Gebäudes lag bei der militärisch organisierten Sicherheitspolizei (Sipo). Sie war von der sozialdemokratisch geführten Reichsregierung in fortgesetzter Zusammenarbeit mit der Heeresleitung (Ebert-Groener-Pakt) zwischen September 1919 und Januar 1920 zum Schutz der bestehenden Ordnung speziell in Berlin aufgestellt worden, weil die vorhandene Berliner Polizei in der Novemberrevolution wie auch während des Spartakusaufstands versagt hatte. Die Sipo bestand hauptsächlich aus ehemaligen Freikorpsangehörigen und wurde von Armeeoffizieren kommandiert. Zahlreiche Angehörige und Offiziere waren eindeutig rechtsradikal eingestellt. Weder Führung noch Mannschaft hatten eine polizeiliche Ausbildung. Kleinere Sipoverbände mit Maschinengewehren waren im Reichstagsgebäude postiert, größere vor dem Portal des Gebäudes am Königsplatz und entlang der Simsonstraße.
Am 13. Januar ab etwa 12 Uhr stellten die Beschäftigten in den meisten Großbetrieben Berlins ihre Arbeit ein; dazu gehörten beispielsweise AEG, Siemens, Daimler und Knorr-Bremse. Sie zogen in die Innenstadt auf den Königsplatz vor dem Reichstag, viele kamen aufgrund des Andrangs aber nur bis in die angrenzenden Seitenstraßen. Die Zahlenangaben variieren erheblich, nach Weipert handelte es sich um „mindestens 100.000, wahrscheinlich waren es deutlich mehr.“ Redner der USPD, der KPD und der Betriebsrätezentrale hielten Ansprachen. Es kam zu mehreren tätlichen Angriffen auf Abgeordnete, die auf dem Weg zur Sitzung waren. Besonders den beiden SPD-Mitgliedern Hugo Heimann und Hugo Sinzheimer wurde übel mitgespielt. Nachdem die letzte Ansprache verstummt war, verließen die Protestierer nicht den Platz. Noch bevor um 15:19 Uhr Reichstagspräsident Fehrenbach die Debatte eröffnet hatte, waren Demonstranten an mehreren Stellen dazu übergegangen, Sipomänner zu verhöhnen, einzelne abzudrängen, dann zu entwaffnen und zu misshandeln. Umgekehrt setzten sich die Polizisten mit Kolbenschlägen ihrer Karabiner zur Wehr, einzelne Beamte wurden wegen Übergriffen von ihren Vorgesetzten zurechtgewiesen. Im Plenum forderten unterdessen die Abgeordneten der USPD entweder den Abzug der Sipo aus dem Gebäude oder die Schließung der Debatte. Infolge massiver Störung durch die Fraktion der USPD musste Fehrenbach die Sitzung um 15:48 Uhr unterbrechen.
Abgeordnete, die nun dem Tumult auf dem Königsplatz aus den Fenstern des Reichstags zusahen, wurden von erregten Demonstranten mit Revolvern bedroht. Eine Person aus der Menge gab Schüsse gegen das Portal II des Reichstagsgebäudes ab. Getroffen wurde mindestens ein Polizist. Mitglieder der Metallarbeitergewerkschaft nahmen dem Schützen sofort die – offenbar von der Sipo erbeutete – Waffe ab und verprügelten ihn. Die Mehrheit der Demonstranten verhielt sich ohnehin ruhig oder versuchte sogar, die Aggressionen gegen die Polizei zu verhindern.
Die nun folgenden Ereignisse waren unter den Zeitgenossen höchst umstritten – und sind es auch bis heute in der Forschung. Die eine Version, vertreten unter anderem vom damaligen Reichskanzler Gustav Bauer, wies die Schuld an der Eskalation den Demonstranten und insbesondere den Veranstaltern zu. Demnach sei gegen 16 Uhr von Demonstranten versucht worden, in das Gebäude einzudringen, woraufhin die Sipo am Königsplatz aus kürzester Entfernung das Feuer auf die Kundgebungsteilnehmer eröffnete und Handgranaten warf. Dagegen behaupteten Unabhängige und Kommunisten, die Polizei habe ohne Grund und vorherige Warnung geschossen. Ob es die Warnungen gab, ist unklar. Bemerkenswert ist, dass sich nach übereinstimmenden Berichten der verschiedenen Seiten fast alle Toten und Verletzten südlich des Reichstags, auf dem gegenüberliegenden Bürgersteig und im angrenzenden Tiergarten, befanden. Dort, in der Simsonstraße, war die Menschenmenge aber mindestens vier Meter von den Polizisten entfernt. Hier kam es also weder zu Handgreiflichkeiten noch zu einem Sturm auf das Gebäude. Das Gros der Opfer entfiel auf diesen Moment. Danach floh die Menge panikartig, die Sipo schoss noch mehrere Minuten weiter mit ihren Gewehren und MG. Dass von Demonstranten zurückgeschossen worden wäre, wird in den Quellen nirgends behauptet. Die Zahlenangaben zu den Opfern schwanken zwischen 42 Toten und 105 Verletzten auf Seiten der Demonstranten und etwa 20 Toten, darunter ein Polizist, und rund 100 Verletzten, davon 15 Polizisten. In jedem Fall handelt es sich damit um die opferreichste Demonstration der deutschen Geschichte.
Als Fehrenbach um 16:13 Uhr die Sitzung wieder eröffnete, beantragte die USPD mit dem Hinweis „Es liegen unten im Haus Tote und Schwerverwundete“ eine sofortige Vertagung der Sitzung. Der Präsident war von der Begründung nicht überzeugt, stellte aber dem Plenum die Unterstützerfrage. Den Antrag unterstützte nur eine verschwindende Minderheit, jedoch führten stürmische Proteste der USPD zu einer erneuten Unterbrechung um 16:37 Uhr. Nach der Wiedereröffnung um 17:09 Uhr schloss Fehrenbach, der inzwischen die Todesopfer zur Kenntnis genommen hatte, die Verhandlung um 17:11 Uhr.
Das Betriebsrätegesetz verabschiedete die Nationalversammlung in einer ihrer folgenden Sitzungen am 18. Januar. Mit der Verkündung im Reichsgesetzblatt trat es am 4. Februar 1920 in Kraft.

## Folgen
Reichswehrminister Noske übernahm die vollziehende Gewalt für Berlin und die Provinz Brandenburg. Über Preußen und die norddeutschen Staaten wurde am nächsten Tag der Ausnahmezustand verhängt und Versammlungen unter freiem Himmel untersagt:

„Auf Grund der Verfügung des Reichspräsidenten vom 13. Januar 1920 verbiete ich für den Landespolizeibezirk Berlin, für den Stadtbezirk Spandau und die Landkreise Niederbarnim und Teltow alle Versammlungen in nichtgeschlossenen Räumen, ferner Umzüge und Ansammlungen von Menschenmengen. Ein erneuter Versuch, die gesetzgebende Körperschaft des Reichs in ihren Arbeiten durch Ansammlungen und Kundgebungen vor oder im Umkreis des Reichstagsgebäudes zu stören, würde schon im Beginne durch rücksichtslose Waffenanwendung verhindert werden.
Berlin, den 14. Januar 1920. gez. Reichswehrminister Noske“

Insgesamt wurden nun 46 Zeitungen der Opposition verboten, darunter auch die Rote Fahne und die Freiheit. Damit war es den Linken aber fast unmöglich gemacht worden, den schweren Vorwürfen der Regierung und der sie stützenden Presse entgegenzutreten. Juristisch heikel war zudem die Tatsache, dass es sich dabei um unzulässige Präventivverbote handelte, da sie unmittelbar mit Einsetzen des Ausnahmerechts am Erscheinen gehindert wurden. In den folgenden Tagen verhafteten die Sicherheitsorgane zahlreiche Mitglieder der USPD und der KPD, darunter die beiden Parteivorsitzenden Ernst Däumig und Paul Levi. Betroffen waren auch die – gänzlich unbeteiligten – Anarchisten Fritz Kater und Rudolf Rocker. Die Zahl der insgesamt Inhaftierten ist umstritten: Das Reichswehrministerium zählte in seinen Akten 68, Wilhelm Dittmann zufolge waren es dagegen mehrere Hundert. Eine Gedenkfeier für die toten Demonstranten fand am 15. Januar in Neukölln statt – trotz eines Verbots kamen etwa 10.000 Menschen zu der Veranstaltung. Am selben Tag traten außerdem die Belegschaften einiger Berliner Großbetriebe in einen kurzen Proteststreik.
In der ganz überwiegend links stehenden Arbeiterschaft Berlins, besonders unter den Anhängern der USPD und der KPD, löste das Ereignis große Erbitterung und Rücktrittsforderungen an die drei hauptverantwortlichen SPD-Politiker, den Reichskanzler Gustav Bauer, den preußischen Innenminister Wolfgang Heine und den Berliner Polizeipräsidenten Eugen Ernst aus. Innerhalb der USPD spitzte sich die Spaltung der Parteiflügel weiter zu, indem Arthur Crispien auf einer Reichskonferenz am 28. Januar den Kominternanhängern vorwarf, eine Konfrontation revolutionärer Arbeiter mit der Staatsgewalt gesucht zu haben, deren Ausgang von vornherein feststand, während diese sich in ihrer revolutionären Illusion eher bestärkt sahen. In der marxistisch-leninistischen Geschichtsschreibung tragen die Sozialdemokraten Noske und Heine die Verantwortung des Blutbades, das den Weg zur Annahme des Betriebsrätegesetzes frei machte.
In der bürgerlichen und sozialdemokratischen Öffentlichkeit Berlins erwachten Erinnerungen an den Spartakusaufstand und so rief der Einsatz von Maschinengewehren und Handgranaten gegen eine führerlose Menschenmasse keinen Protest hervor. Dagegen solidarisierten sich viele Berliner mit der Sipo, wie eine erfolgreiche Geldsammlung für die Angehörigen eines getöteten Polizisten zeigte.
Das Mitansehen der Demütigung einzelner Kameraden ist von den Angehörigen der Sipo als Niederlage gewertet worden, hatte eine „grenzenlose Verbitterung über Linksradikale“ und einen Ansehensverlust ihrer Offiziere zur Folge. Als bei der Auflösung der Sipo im Oktober 1920 aus ihren Angehörigen der Stamm der Berliner Schutzpolizei wurde, nahmen sie diese Erfahrung mit. Sie sollte sich im Wechselspiel mit dem Klassenhass der Anhänger der kommunistischen Partei in Berlin, die in der Polizei eine „freiwillige Söldnertruppe des Kapitals“ sahen, als verhängnisvoll für die Sicherheitslage der Reichshauptstadt in der Endphase der Weimarer Republik erweisen.
Der blutige Vorfall hatte den politischen Gegensatz der zerstrittenen Arbeiterparteien weiter verschärft, ohne dass eine Seite einen Erfolg verbuchen konnte. Aus dem Prager Exil bezeichnete Friedrich Stampfer im Jahre 1936 das Verhalten der sozialdemokratischen Verantwortlichen, die den Protestierern einen Sturm auf das Reichstagsgebäude ermöglicht hatten, und den kommunistischen Veranstaltern, die in voller Absicht den Protest dem Selbstlauf überlassen hatten, als „Wahnsinn“.
Die Nationalversammlung schuf, um die Wiederholung eines derartigen Zusammenstoßes zu verhindern, mit dem Gesetz über die Befriedung der Gebäude des Reichstags und der Landtage vom 8. Mai 1920 einen Bannkreis um das Regierungsviertel Berlins. Verletzungen der Bannmeile durch Anhänger der NSDAP und der KPD führten in den Folgejahren zu zahlreichen Polizeieinsätzen im Regierungsviertel. Noch am Tag seiner Ernennung zum Reichskanzler am 30. Januar 1933 setzte Hitler das Gesetz außer Kraft. Vergleichbare Regelungen hat es aber auch später wieder in der Bundesrepublik gegeben, seit 2008 sind sie im Gesetz über befriedete Bezirke für Verfassungsorgane des Bundes zusammengefasst.